# Mimoclystia undulosata
Mimoclystia undulosata es una especie de polilla de la familia Geometridae, descrita por primera vez por el entomólogo belga Francis Walker en 1938, con distribución en Sudáfrica, probablemente en Zimbabue. El holotipo de la especie, un espécimen masculino, fue descrito en la ciudad de Knysna. Tiene gran parecido con otra especie de Sudáfrica, Epirrhoe edelsteni.

## Descripción
Es una polilla pequeña, con una envergadura de 26 milímetros (1 plg). Es diagnóstico de esta especie la banda blanca a crema presente en ambos lados del área media. El patrón de las alas anteriores es complejo y continúa en la parte interna de las alas posteriores. Es una especie muy similar a M. tepescens presentando ambas extensas áreas basales y terminales blancas. Se desconocen las asociaciones con plantas hospedadoras y las orugas. Es una especie multivoltina; los adultos vuelan durante todo el año y prefieren pastizales húmedos y fynbos.